# Dirmi Haroun
Pour les articles homonymes, voir Haroun.
Le général Dirmi Haroun est l'ancien commandant de la garde présidentielle tchadienne d'Idriss Déby.

## Biographie
Il participe à la guerre civile tchadienne de 2005-2010. Les rebelles annoncent sa mort lors de la bataille d'Abou Goulem en novembre 2007, ce qui ne l'empêche pas d'être toujours à son poste en 2008. Son fils, Djamal Dirmi Haroun est nommé directeur des douanes tchadiennes en 2016.